# Manfredo IV de Saluzzo
Manfredo IV del Vasto (1262 – Cortemilia, 16 de septiembre de 1330) fue marqués de Saluzzo entre 1296 y 1330. Fue el primogénito de Tomás I de Saluzzo y Luisa di Ceva.

## Vida y descendencia
Manfredo IV del Vasto continuó la política que inició su padre centrada en el desarrollo del marquesado. Su padre convirtió a Saluzzo en una ciudad libre gobernada por un alcalde en su nombre, pero fue Manfredo el que desarrolló un contrato que definía las normas y relaciones entre el marqués y la ciudad.
Manfredo aumentó el territorio del marquesado anexionándose tierras y castillos por acuerdos con otras familias feudales. Por ejemplo, en 1322 el marqués Del Carretto cedió Cairo Monttenotte, Rocchetta y Cortemilia a Saluzzo a cambio de que Manfredo pusiese en orden todas las deudas que tenía con su familia.
Manfredo se casó en primeras nupcias (1287) con Beatriz de Hohenstaufen (1260 – 1307), hija del rey Manfredo de Sicilia y Elena Ducas. Con Beatriz tuvo a:
- Federico.
- Caterina, quien se casó con Guglielmo Enngana, Señor de Barge.

Quedó viudo y se casó con Isabella Doria, hija de Bernabé Doria y Eleonora Fieschi, Dogos de la República de Génova. Con Isabella tuvo a:
- Manfredo
- Bonifacio
- Teodoro
- Eleonora, quien se casó con Oddonne I, marqués de Ceva.

También tuvo una hija ilegítima a la que llamó Elinda.

## Guerra civil
Influido por Isabella, en 1321 Manfredo modificó el orden sucesorio y designó la mayor parte de sus territorios para el hijo mayor que tuvo con esta, el futuro Manfredo V. El primogénito, Federico, quedaba relegado con una miserable porción de territorio, lo que desató un grave conflicto sucesorio. Dos años después Federico, con el apoyo de su suegro el Delfín de Viennois y del príncipe de Acaya, Filippo I de Saboya-Acaya (primo de Amadeo V de Saboya), ocupó parte del marquesado en protesta por su exclusión del trono. El marqués no quiso dar su brazo a torcer, mientras que su hermanastro Manfredo también armaba a sus partidarios aprestándose para la lucha. Acababa de comenzar una furiosa guerra civil.
En un primer momento, Giovanni y Giorgio, hermanos del marqués, intentaron hacer de mediadores presentando un acuerdo por el que Federico era reconocido como heredero, mientras que a su hermanastro se le compensaba manteniendo muchas de las tierras que tenía asignadas y otros títulos nobiliarios. Pero ninguno de los pretendientes aceptó el trato. A continuación intervinieron también los Visconti de Milán y el problema sucesorio de Saluzzo se convirtió en una disculpa de todas las potencias de la región para enfrentar sus intereses.

## Solución del conflicto
Con la muerte de Manfredo IV las posiciones se enrocaron y el propio marquesado estuvo en riesgo de desaparecer absorbido por sus vecinos. Pero finalmente el arbitraje de Amadeo VI de Saboya llegó a un acuerdo estable para los dos. El 29 de julio de 1332 se firmó un tratado por el que el trono fue cedido a Federico. Manfredo se retiró a sus posesiones de Laghe convirtiéndose en el primer Señor de Cardè. También se le compensó dándole en matrimonio en 1333 a Eleonora († 1350), una de las hijas del propio Filippo I de Saboya-Acaya.